# Interconnexions de coure

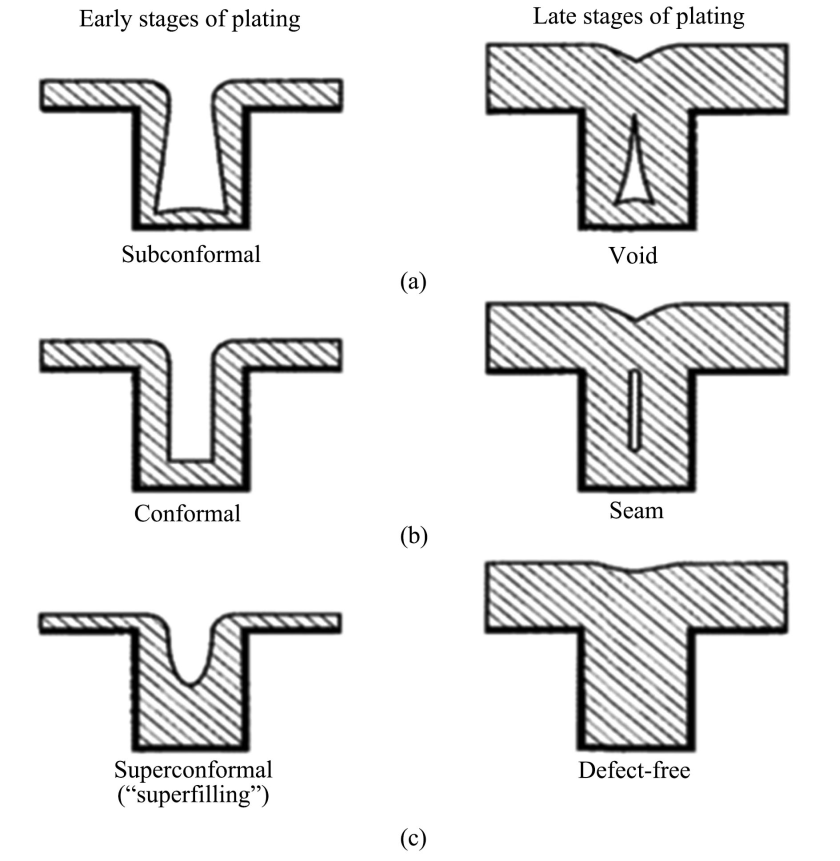
Esquema que mostra diferents escenaris en galvanoplastia. (a) velocitat de deposició més ràpida a la part superior, (b) velocitat de deposició uniforme i (c) velocitat de deposició més ràpida a la part inferior (superfill).

En tecnologia de semiconductors, les interconnexions de coure són interconnexions fetes de coure. S'utilitzen en circuits integrats de silici (CI) per reduir els retards de propagació i el consum d'energia. Com que el coure és un millor conductor que l'alumini, els circuits integrats que utilitzen coure per a les seves interconnexions poden tenir interconnexions amb dimensions més estretes i utilitzar menys energia per passar l'electricitat a través d'ells. En conjunt, aquests efectes donen lloc a circuits integrats amb un millor rendiment. Van ser introduïts per primera vegada per IBM, amb l'ajuda de Motorola, el 1997.
La transició de l'alumini al coure va requerir desenvolupaments significatius en les tècniques de fabricació, incloent mètodes radicalment diferents per modelar el metall, així com la introducció de capes metàl·liques de barrera per aïllar el silici dels àtoms de coure potencialment danyosos.
Tot i que els mètodes d'electrodeposició superconformal de coure es coneixien des de finals de 1960, la seva aplicació a escala (sub)micro (per exemple, en microxips) va començar només el 1988-1995. L'any 2002 es va convertir en una tecnologia madura i els esforços de recerca i desenvolupament en aquest camp van començar a disminuir.
Tot i que se sap que existeix alguna forma de compost volàtil de coure des de 1947, amb més descobertes a mesura que avançava el segle, cap era d'ús industrial, de manera que el coure no es podia modelar amb les tècniques anteriors d'emmascarament de fotoresistents i gravat de plasma que s'havia utilitzat amb gran èxit amb l'alumini. La incapacitat de gravar amb plasma el coure va requerir un replantejament dràstic del procés de modelatge metàl·lic i el resultat d'aquest replantejament va ser un procés anomenat patronatge additiu, també conegut com a procés "damascè" o "damascè dual" per analogia amb un tècnica tradicional d'incrustació de metalls.
La resistència a l'electromigració, el procés pel qual un conductor metàl·lic canvia de forma sota la influència d'un corrent elèctric que el travessa i que finalment condueix a la ruptura del conductor, és significativament millor amb el coure que amb l'alumini. Aquesta millora de la resistència a l'electromigració permet que flueixin més corrents per un conductor de coure de mida determinada en comparació amb l'alumini. La combinació d'un modest augment de la conductivitat juntament amb aquesta millora de la resistència a l'electromigració va resultar molt atractiva. Els beneficis generals derivats d'aquestes millores de rendiment van ser, finalment, suficients per impulsar la inversió a gran escala en tecnologies basades en coure i mètodes de fabricació per a dispositius semiconductors d'alt rendiment, i els processos basats en coure continuen sent l'estat de l'art per a la indústria dels semiconductors avui.